# Cacia lacrimosa
Cacia lacrimosa là một loài bọ cánh cứng trong họ Cerambycidae.